# Råbäcken (naturreservat, Torsby kommun)
Råbäcken är ett naturreservat i Torsby kommun i Värmlands län.
Området är naturskyddat sedan 2013 och är 3,6 hektar stort. Reservatet omfattar en kort sträcka av Råbäcken, med våtmarker och sluttning väster om bäcken. Reservatet består av barrskog och sumpskog. 